# Tandanus bostocki
Tandanus bostocki es una especie de peces de la familia Plotosidae en el orden de los Siluriformes.

## Morfología
• Los machos pueden llegar alcanzar los 50 cm de longitud total.

## Hábitat
Es un pez de agua dulce  y  bentónico y de clima templado.

## Distribución geográfica
Es un endemismo de Australia.